# Spółgłoska szczelinowa ejektywna języczkowa
Spółgłoska szczelinowa ejektywna języczkowa – rodzaj dźwięku spółgłoskowego występujący w językach naturalnych. W międzynarodowej transkrypcji fonetycznej IPA oznaczanej symbolem /χʼ.
Dźwięk ten występuje wyłącznie w języku tlingit.

## Artykulacja

### Opis
- modulowany jest prąd powietrza powstały w wyniku ruchu krtani do góry przy zwartych wiązadłach głosowych, czyli artykulacja tej spółgłoski wymaga inicjacji krtaniowej i egresji
- wiązadła głosowe są zwarte i nie drgają periodycznie, spółgłoska ta jest bezdźwięczna
- tylna część podniebienia miękkiego zamyka dostęp do jamy nosowej, prąd powietrza uchodzi przez jamę ustną
- przednia część języka lub jego sam koniuszek kontaktuje się tuż za górnymi dziąsłami, tworząc zwarcie. Dochodzi do całkowitego zablokowania przepływu powietrza przez jamę ustną i nosową. Ruch krtani do góry powoduje wzrost ciśnienia i w efekcie do przerwania utworzonej blokady i wybuchu (plozji)
- prąd powietrza w jamie ustnej przepływa ponad całym językiem lub przynajmniej powietrze uchodzi wzdłuż środkowej linii języka

## Występowanie
| Język   | Język   | Wyraz  | MAF      | Znaczenie |
| ------- | ------- | ------ | -------- | --------- |
| tlingit | tlingit | xh'aan | [χʼàːn]ⓘ | ogień     |